# Joseph Pearman
Joseph Bernard "Joe" Pearman (Manhattan, 8 de mayo de 1892 - † 30 de mayo de 1961) fue un atleta estadounidense especializado en marcha atlética.
Ganó la medalla de plata en la especialidad de 10 kilómetros marcha en los Juegos Olímpicos de Amberes de 1920.
En estos mismos Juegos Olímpicos participó también en la prueba de 3.000 m marcha, resultando descalificado.